# Roerlandy Zúñiga
Roerlandy Herrera Zúñiga (ur. 20 stycznia 1983) – kubański zapaśnik w stylu wolnym. Czternasty na mistrzostwach świata w 2006. Brąz na igrzyskach panamerykańskich w 2007 i na mistrzostwach panamerykańskich w 2005. Triumfator igrzysk Ameryki Środkowej i Karaibów w 2006. Piąty w Pucharze Świata w 2006 roku.